# Copa Panamericana de Voleibol Masculino de 2017
La XII Copa Panamericana de Voleibol Masculino se celebró del 25 al 30 de julio de 2017 en Gatineau (Quebec) con la participación de 6 selecciones nacionales de la NORCECA y 2 de la Confederación Sudamericana de Voleibol.

## Organización

### Sede
| Gatineau Gatineau, ciudad sede de la Copa Panamericana de Voleibol Masculino de 2017. | Gatineau                     |
| ------------------------------------------------------------------------------------- | ---------------------------- |
| Gatineau Gatineau, ciudad sede de la Copa Panamericana de Voleibol Masculino de 2017. | Robert Guertin Centre        |
| Gatineau Gatineau, ciudad sede de la Copa Panamericana de Voleibol Masculino de 2017. | Capacidad: 3196 espectadores |
| Gatineau Gatineau, ciudad sede de la Copa Panamericana de Voleibol Masculino de 2017. |                              |

### Formato de competición
El torneo se desarrolla dividido en dos fases: fase preliminar y fase final.
En la fase preliminar las 8 selecciones participantes fueron repartidas en dos grupos de 4 equipos, en cada grupo se jugará con un sistema de todos contra todos. El primer lugar del grupo A y del Grupo B pasan directo a semifinales. Los segundos y terceros del grupo A y B jugarán cuartos de final. El cuarto del grupo A y del grupo B jugarán por la clasificación del quinto al octavo lugar.
Los equipos fueron clasificados de acuerdo a los siguientes criterios:
1. Mayor número de partidos ganados.
2. Mayor número de puntos obtenidos, los cuales son otorgados de la siguiente manera:
  - Partido con resultado final 3-0: 5 puntos al ganador y 0 puntos al perdedor.
  - Partido con resultado final 3-1: 4 puntos al ganador y 1 puntos al perdedor.
  - Partido con resultado final 3-2: 3 puntos al ganador y 2 puntos al perdedor.
3. Proporción entre los puntos ganados y los puntos perdidos (Puntos ratio).
4. Proporción entre los sets ganados y los sets perdidos (Sets ratio).
5. Si el empate persiste entre dos equipos se le da prioridad al equipo que haya ganado el último partido entre los equipos implicados.
6. Si el empate persiste entre tres equipos o más se realiza una nueva clasificación solo tomando en cuenta los partidos entre los equipos involucrados.

## Equipos participantes
NORCECA (Confederación del Norte, Centroamérica y del Caribe):
- Canadá (Equipo Local)
- Cuba
- Estados Unidos
- México
- Puerto Rico
- República Dominicana

CSV (Confederación Sudamericana de Voleibol):
- Argentina
- Venezuela

### Conformación de los grupos
Para la conformación de los grupos las ocho selecciones participantes fueron distribuidas en dos grupos de cuatro equipos.
Los grupos quedaron conformados de la siguiente manera.
| Grupo A              | Grupo B     |
| -------------------- | ----------- |
| Cuba                 | Argentina   |
| Estados Unidos       | Canadá      |
| México               | Puerto Rico |
| República Dominicana | Venezuela   |

## Calendario
| Fase            | Jornada   | Fecha               |
| --------------- | --------- | ------------------- |
| Fase preliminar | Jornada 1 | 25 de julio de 2017 |
| Fase preliminar | Jornada 2 | 26 de julio de 2017 |
| Fase preliminar | Jornada 3 | 27 de julio de 2017 |
| Fase final      | Jornada 4 | 28 de julio de 2017 |
| Fase final      | Jornada 5 | 29 de julio de 2017 |
| Fase final      | Jornada 6 | 30 de julio de 2017 |

## Resultados
- Las horas indicadas corresponden al huso horario local de Gatineau: UTC-4.[5]

### Fase preliminar
- Sede: Robert Guertin Centre, Gatineau.

     – Clasificados a las semifinales. 
     – Clasificados a los cuartos de final.
     – Pasan a disputar la clasificación del 5.° al 8.° lugar.

#### Grupo A
| Pos. | Equipo               | Partidos | Partidos | Partidos | Pts. | Sets | Sets | Sets  | Puntos | Puntos | Puntos |
| Pos. | Equipo               | PJ       | PG       | PP       | Pts. | SG   | SP   | Ratio | PG     | PP     | Ratio  |
| ---- | -------------------- | -------- | -------- | -------- | ---- | ---- | ---- | ----- | ------ | ------ | ------ |
| 1    | Cuba                 | 3        | 3        | 0        | 12   | 9    | 3    | 3.000 | 279    | 238    | 1.172  |
| 2    | República Dominicana | 3        | 2        | 1        | 10   | 7    | 4    | 1.750 | 253    | 224    | 1.129  |
| 3    | Estados Unidos       | 3        | 1        | 2        | 6    | 5    | 7    | 0.714 | 246    | 267    | 0.921  |
| 4    | México               | 3        | 0        | 3        | 2    | 2    | 9    | 0.222 | 215    | 264    | 0.814  |

| Fecha       | Hora  | Equipo 1             | Res.  | Equipo 2             | Set 1 | Set 2 | Set 3 | Set 4 | Set 5 | Total     | Reporte |
| ----------- | ----- | -------------------- | ----- | -------------------- | ----- | ----- | ----- | ----- | ----- | --------- | ------- |
| 25 de julio | 16:00 | Cuba                 | 3 – 1 | República Dominicana | 25-17 | 25-22 | 21-25 | 25-22 |       | 96 – 86   | P2 P3   |
| 25 de julio | 18:00 | Estados Unidos       | 3 – 1 | México               | 25-18 | 25-23 | 22-25 | 25-18 |       | 97 – 84   | P2 P3   |
| 26 de julio | 14:00 | República Dominicana | 3 – 0 | Estados Unidos       | 25-14 | 25-12 | 25-19 |       |       | 75 – 45   | P2 P3   |
| 26 de julio | 18:00 | Cuba                 | 3 – 0 | México               | 25-15 | 25-18 | 25-15 |       |       | 75 – 48   | P2 P3   |
| 27 de julio | 14:00 | México               | 1 – 3 | República Dominicana | 23-25 | 25-17 | 17-25 | 18-25 |       | 83 – 92   | P2 P3   |
| 27 de julio | 18:00 | Estados Unidos       | 2 – 3 | Cuba                 | 26-24 | 21-25 | 21-25 | 25-19 | 11-15 | 104 – 108 | P2 P3   |

#### Grupo B
| Pos. | Equipo      | Partidos | Partidos | Partidos | Pts. | Sets | Sets | Sets  | Puntos | Puntos | Puntos |
| Pos. | Equipo      | PJ       | PG       | PP       | Pts. | SG   | SP   | Ratio | PG     | PP     | Ratio  |
| ---- | ----------- | -------- | -------- | -------- | ---- | ---- | ---- | ----- | ------ | ------ | ------ |
| 1    | Argentina   | 3        | 3        | 0        | 15   | 9    | 0    | MAX   | 230    | 171    | 1.345  |
| 2    | Puerto Rico | 3        | 2        | 1        | 8    | 6    | 5    | 1.200 | 234    | 236    | 0.991  |
| 3    | Canadá      | 3        | 1        | 2        | 4    | 3    | 7    | 0.428 | 218    | 233    | 0.935  |
| 4    | Venezuela   | 3        | 0        | 3        | 3    | 3    | 9    | 0.333 | 244    | 286    | 0.853  |

| Fecha       | Hora  | Equipo 1    | Res.  | Equipo 2    | Set 1 | Set 2 | Set 3 | Set 4 | Set 5 | Total     | Reporte |
| ----------- | ----- | ----------- | ----- | ----------- | ----- | ----- | ----- | ----- | ----- | --------- | ------- |
| 25 de julio | 14:00 | Argentina   | 3 – 0 | Puerto Rico | 25-20 | 25-14 | 25-17 |       |       | 75 – 51   | P2 P3   |
| 25 de julio | 20:00 | Canadá      | 3 – 1 | Venezuela   | 25-17 | 25-27 | 25-15 | 25-22 |       | 100 – 81  | P2 P3   |
| 26 de julio | 16:00 | Argentina   | 3 – 0 | Venezuela   | 25-17 | 25-18 | 28-26 |       |       | 78 – 61   | P2 P3   |
| 26 de julio | 20:00 | Canadá      | 0 – 3 | Puerto Rico | 21-25 | 16-25 | 22-25 |       |       | 59 – 75   | P2 P3   |
| 27 de julio | 16:00 | Puerto Rico | 3 – 2 | Venezuela   | 25-19 | 17-25 | 25-17 | 25-27 | 16-14 | 108 – 102 | P2 P3   |
| 27 de julio | 20:00 | Canadá      | 0 – 3 | Argentina   | 25-27 | 23-25 | 11-25 |       |       | 59 – 77   | P2 P3   |

### Fase final
- Sede: Robert Guertin Centre, Gatineau.

#### Clasificación 5.º al 8.º puesto
|  | Semifinales 5.º al 8.º puesto | Semifinales 5.º al 8.º puesto | Semifinales 5.º al 8.º puesto |                |    | 5.º y 6.º puesto     | 5.º y 6.º puesto | 5.º y 6.º puesto |  |
|  |                               |                               |                               |                |    |                      |                  |                  |  |
|  |                               |                               |                               |                |    |                      |                  |                  |  |
|  | 2A                            | República Dominicana          | 3                             |                |    |                      |                  |                  |  |
|  | 2A                            | República Dominicana          | 3                             |                |    |                      |                  |                  |  |
|  | 4A                            | México                        | 1                             |                |    |                      |                  |                  |  |
|  | 4A                            | México                        | 1                             |                | 2A | República Dominicana | 2                |                  |  |
|  |                               |                               |                               |                | 2A | República Dominicana | 2                |                  |  |
|  |                               |                               | 3A                            | Estados Unidos | 3  |                      |                  |                  |  |
|  | 3A                            | Estados Unidos                | 3A                            | Estados Unidos | 3  | 3                    |                  |                  |  |
|  | 3A                            | Estados Unidos                |                               |                |    | 3                    |                  |                  |  |
|  | 4B                            | Venezuela                     | 0                             |                |    | 7.º y 8.º puesto     | 7.º y 8.º puesto | 7.º y 8.º puesto |  |
|  | 4B                            | Venezuela                     | 0                             |                |    | 7.º y 8.º puesto     | 7.º y 8.º puesto | 7.º y 8.º puesto |  |
|  |                               |                               |                               |                |    |                      |                  |                  |  |
|  |                               |                               |                               |                |    | 4A                   | México           | 2                |  |
|  |                               |                               |                               |                |    | 4A                   | México           | 2                |  |
|  |                               |                               |                               |                |    | 4B                   | Venezuela        | 3                |  |
|  |                               |                               |                               |                |    | 4B                   | Venezuela        | 3                |  |
|  |                               |                               |                               |                |    |                      |                  |                  |  |

##### Semifinales 5.º al 8.º puesto
| Fecha       | Hora  | Equipo 1  | Res.  | Equipo 2             | Set 1 | Set 2 | Set 3 | Set 4 | Set 5 | Total    | Reporte |
| ----------- | ----- | --------- | ----- | -------------------- | ----- | ----- | ----- | ----- | ----- | -------- | ------- |
| 29 de julio | 14:00 | México    | 1 – 3 | República Dominicana | 26-24 | 24-26 | 19-25 | 20-25 |       | 89 – 100 | P2 P3   |
| 29 de julio | 16:00 | Venezuela | 0 – 3 | Estados Unidos       | 23-25 | 14-25 | 20-25 |       |       | 57 – 75  | P2 P3   |

##### Partido por el 7.º y 8.º puesto
| Fecha       | Hora  | Equipo 1 | Res.  | Equipo 2  | Set 1 | Set 2 | Set 3 | Set 4 | Set 5 | Total    | Reporte |
| ----------- | ----- | -------- | ----- | --------- | ----- | ----- | ----- | ----- | ----- | -------- | ------- |
| 30 de julio | 14:00 | México   | 2 – 3 | Venezuela | 25-22 | 16-25 | 25-23 | 17-25 | 13-15 | 96 – 110 | P2 P3   |

##### Partido por el 5.º y 6.º puesto
| Fecha       | Hora  | Equipo 1             | Res.  | Equipo 2       | Set 1 | Set 2 | Set 3 | Set 4 | Set 5 | Total     | Reporte |
| ----------- | ----- | -------------------- | ----- | -------------- | ----- | ----- | ----- | ----- | ----- | --------- | ------- |
| 30 de julio | 16:00 | República Dominicana | 2 – 3 | Estados Unidos | 25-15 | 22-25 | 25-20 | 25-27 | 13-15 | 110 – 102 | P2 P3   |

#### Clasificación 1.º al 4.º puesto
|  | Cuartos de final | Cuartos de final     | Cuartos de final |             |   | Semifinales | Semifinales  | Semifinales  |              |      | Final       | Final  | Final |  |
|  |                  |                      |                  |             |   |             |              |              |              |      |             |        |       |  |
|  |                  |                      |                  |             |   |             |              |              |              |      |             |        |       |  |
|  |                  |                      |                  |             |   |             |              |              |              |      |             |        |       |  |
|  |                  |                      |                  |             |   |             |              |              |              |      |             |        |       |  |
|  |                  |                      |                  |             |   |             |              |              |              |      |             |        |       |  |
|  |                  | 1A                   | Cuba             | 1           |   |             |              |              |              |      |             |        |       |  |
|  |                  |                      |                  | 1           |   |             |              |              |              |      |             |        |       |  |
|  |                  |                      | 2B               | Puerto Rico | 3 |             |              |              |              |      |             |        |       |  |
|  | 2B               | Puerto Rico          | 2B               | Puerto Rico | 3 | 3           |              |              |              |      |             |        |       |  |
|  | 2B               | Puerto Rico          |                  |             |   |             |              |              |              |      |             |        |       |  |
|  | 3A               | Estados Unidos       | 1                |             |   |             |              |              |              |      |             |        |       |  |
|  | 3A               | Estados Unidos       | 1                |             |   |             |              |              |              | 2B   | Puerto Rico | 1      |       |  |
|  |                  |                      |                  |             |   |             |              |              |              | 2B   | Puerto Rico | 1      |       |  |
|  |                  |                      | 1B               | Argentina   | 3 |             |              |              |              |      |             |        |       |  |
|  |                  |                      | 1B               | Argentina   | 3 |             |              |              |              |      |             |        |       |  |
|  |                  |                      |                  |             |   |             |              |              |              |      |             |        |       |  |
|  |                  |                      |                  |             |   |             |              |              |              |      |             |        |       |  |
|  |                  | 1B                   | Argentina        | 3           |   |             | Tercer lugar | Tercer lugar | Tercer lugar |      |             |        |       |  |
|  |                  |                      |                  | 3           |   |             | Tercer lugar | Tercer lugar | Tercer lugar |      |             |        |       |  |
|  |                  |                      | 3B               | Canadá      | 0 |             |              |              |              |      |             |        |       |  |
|  | 2A               | República Dominicana | 3B               | Canadá      | 0 | 1           |              |              | 1A           | Cuba | 3           |        |       |  |
|  | 2A               | República Dominicana |                  |             |   |             |              |              | 1A           | Cuba | 3           |        |       |  |
|  | 3B               | Canadá               | 3                |             |   |             |              |              |              |      | 3B          | Canadá | 1     |  |
|  | 3B               | Canadá               | 3                |             |   |             |              |              |              |      | 3B          | Canadá | 1     |  |
|  |                  |                      |                  |             |   |             |              |              |              |      |             |        |       |  |

##### Cuartos de final
| Fecha       | Hora  | Equipo 1             | Res.  | Equipo 2       | Set 1 | Set 2 | Set 3 | Set 4 | Set 5 | Total   | Reporte |
| ----------- | ----- | -------------------- | ----- | -------------- | ----- | ----- | ----- | ----- | ----- | ------- | ------- |
| 28 de julio | 17:00 | República Dominicana | 1 – 3 | Canadá         | 20-25 | 25-16 | 21-25 | 23-25 |       | 89 – 91 | P2 P3   |
| 28 de julio | 19:00 | Puerto Rico          | 3 – 1 | Estados Unidos | 25-21 | 25-22 | 20-25 | 25-14 |       | 95 – 82 | P2 P3   |

##### Semifinales
| Fecha       | Hora  | Equipo 1  | Res.  | Equipo 2    | Set 1 | Set 2 | Set 3 | Set 4 | Set 5 | Total   | Reporte |
| ----------- | ----- | --------- | ----- | ----------- | ----- | ----- | ----- | ----- | ----- | ------- | ------- |
| 29 de julio | 18:00 | Argentina | 3 – 0 | Canadá      | 25-23 | 25-15 | 25-10 |       |       | 75 – 48 | P2 P3   |
| 29 de julio | 20:00 | Cuba      | 1 – 3 | Puerto Rico | 25-16 | 17-25 | 22-25 | 21-25 |       | 85 – 91 | P2 P3   |

##### Partido por el3.ery 4.º puesto
| Fecha       | Hora  | Equipo 1 | Res.  | Equipo 2 | Set 1 | Set 2 | Set 3 | Set 4 | Set 5 | Total   | Reporte |
| ----------- | ----- | -------- | ----- | -------- | ----- | ----- | ----- | ----- | ----- | ------- | --- |
| 30 de julio | 18:00 | Cuba     | 3 – 1 | Canadá   | 25-18 | 25-21 | 22-25 | 25-23 |       | 97 – 87 | P2 (enlace roto disponible en Internet Archive; véase el historial, la primera versión y la última). P3 (enlace roto disponible en Internet Archive; véase el historial, la primera versión y la última). |

##### Final
| Fecha       | Hora  | Equipo 1    | Res.  | Equipo 2  | Set 1 | Set 2 | Set 3 | Set 4 | Set 5 | Total   | Reporte |
| ----------- | ----- | ----------- | ----- | --------- | ----- | ----- | ----- | ----- | ----- | ------- | --- |
| 30 de julio | 20:00 | Puerto Rico | 1 – 3 | Argentina | 23-25 | 18-25 | 25-23 | 20-25 |       | 86 – 98 | P2 (enlace roto disponible en Internet Archive; véase el historial, la primera versión y la última). P3 (enlace roto disponible en Internet Archive; véase el historial, la primera versión y la última). |

## Clasificación general
| Lugar             | Equipo               |
| ----------------- | -------------------- |
| Medalla de oro    | Argentina            |
| Medalla de plata  | Puerto Rico          |
| Medalla de bronce | Cuba                 |
| 4                 | Canadá               |
| 5                 | Estados Unidos       |
| 6                 | República Dominicana |
| 7                 | Venezuela            |
| 8                 | México               |

| Argentina Campeón 1º título                                                                                        |
| Plantel |
| Toro, Flores, Cavanna, Fernández, Poglajen, Bruno, Solé, Lima, Darraidou, Crer, De Cecco , González, Imhoff, Ramos |
| Entrenador |
| Julio Velasco |

## Premios individuales
- Jugador Más Valioso:  Martín Ramos
- Primer mejor atacante:  Miguel López
- Segundo mejor atacante:  Wilfrido Hernández
- Primer mejor central:  Mitchell Stahl
- Segundo mejor central:  Pablo Crér
- Mejor servicio:  Edson Valencia
- Mejor opuesto:  José Caceras
- Mejor defensa:  Héctor Mata
- Mejor armador:  Edgardo Goas
- Mejor recepción:  Héctor Mata
- Mejor líbero:  Héctor Mata
- Mayor anotador:  Emerson Rodríguez

Fuente: norceca.net